# Кьюнгу, Гедеон
Гедеон Кьюнгу (фр. Gédéon Kyungu) — конголезский военачальник, который был известен тем, что возглавлял повстанческую группировку «Май-Май Ката Катанга» в период с 2011 по 2016 год. Также известен как Коммандер Гедеон.

## Биография
Был задержан конголезскими властями 16 мая 2006 года. В 2009 году приговорен к смертной казни вместе со своей женой за преступления против человечества во время Второй конголезской войны. 7 сентября 2011 года сбежал из тюрьмы в Лубумбаши после того, как его сторонники открыли огонь по тюремным охранникам. Власти провинции Катанга предложили вознаграждение в размере 100 000 долларов США за информацию, которая приведет к его аресту. После побега из тюрьмы сформировал ополчение «Май-Май Ката Катанга». 11 октября 2016 года вместе со 100 боевиками сдался конголезским властям в Маламбве, пытаясь положить конец нестабильности в этом регионе.
28 марта 2020 года снова сбежал из-под домашнего ареста в Лубумбаши, когда его сторонники напали на силовиков, которые охраняли его в заключении. Хотя 31 ополченец был убит и ещё дюжина арестована, Гедеону Кьюнгу удалось бежать. Президент Демократической Республики Конго Феликс Чисекеди приказал арестовать Гедеона Кьюнгу через два дня после его побега.